# Asia Europe Mediations
Asia Europe Mediations – międzynarodowa wystawa sztuki współczesnej. Była pomostem pomiędzy XIII (ostatnim) Festiwalem Inner Spaces, a Mediations Biennale Sztuki Współczesnej 2008. Wystawa odbyła się w okresie od 29 czerwca do 3 lipca 2007 roku w Poznaniu oraz od 30 czerwca do 20 lipca 2007 w Kunstahalle FAUST w Hanowerze. W 2008 roku w ZENDAI MOMAodbyły się po sobie dwie wystawy: Asian Attitude: Soft power oraz European Attitude.
Asia Europe Mediations podzielona była na dwie główne części: ASIAN Attitude i European Attitude.
- Asia Europe Mediations było wynikiem współpracy od 2000 roku pomiędzy Azją i Europą. Przygotowaniem do imprezy były wystawy zrealizowane w Korei Południowej, Chinach, Japonii, Niemczech oraz Polsce[3][4][5][6][7].

## Organizatorzy
- IF Muzeum INNER SPACES i Stowarzyszenie Kontekst Sztuki we współpracy z Kulturzentrum Faust: Kunsthalle w Hanowerze iZendai Museum of Modern Art, Shanghai, Chiny.
- Dyrektor: Tomasz Wendland i Harro Schmidt[8]

## Asian Attitude

### Miejsce
Muzeum Narodowe w Poznaniu

### Kuratorzy
- Biljana Ciric
- Binghui Huangfu
- Shen Qibin
- Wonil Rhee

### Artyści
- Bindu Mehra
- Chandragutha Thenuwara
- Changwon Lee
- Chen Chieh-jen
- Emil Goh
- Guan Wei
- Gulnara Kasmalieva i Muratbek Djumaliev
- Heri Dono
- Ho Tzu Nyen
- Htein Lin
- Ian Zhang
- Jeon Joon Ho
- Jin Feng
- Jitish Kallat
- Junebum Park
- Kai Syng TAN
- Khaled Sabsabi
- Lida Abdul
- Liu Guangyun
- Mahmoud Yekta
- Manit Sriwanichpoom
- Mee Ping Leung
- Miljohn Ruperto
- Owen Leong
- Qiu Zhijie
- Shigeyuki Kihara
- Shilpa Gupta
- Song Dong
- Sun Xun
- Tan Nan See
- Will Kwan
- Wu Gaozhong
- Yukinori Maeda
- Yuki Kimura[9]

## European Attitude

### Miejsce
Wyższa Szkoła Nauk Humanistycznych i Dziennikarstwa

### Kuratorzy
- Georg Elben
- Hanna Kuśmirek
- Harro Schmidt
- Janos Sturcz
- Magdalena Czechońska
- Richard Birkett
- Sławomir Sobczak
- Tomasz Wendland
- Wolf Guenter Thiel
- Anna Cyrson-Szreder

### Artyści
- Adam Garnek
- Agata Michowska
- Alexander Steig
- Amit Epstein
- Andreas Rost
- Anna Orlikowska
- Astrid S. Johansen
- Attila Csorgo
- Azorro
- Blue Noses
- Charlotte Ginsborg
- Christian Glaeser
- Dominik Lejman
- Eva Stenram
- Grzegorz Klaman
- Hajnal Nemeth
- Hlynnur Hallsson
- Ilona Nemeth
- Ingo Lie
- Iskender Yediler
- Jan Toomik
- Jean Gabriel Periot
- Kajsa Dahlberg
- Katerina Seda
- Katja Davar
- Maciej Kurak
- Marie Jo Lafontaine
- Martin Zet
- Masha Godovannaya
- Mateusz Pęk
- Nadia Verena Marcin
- Nezaket Ekici
- Nick Jordan
- Nina Kovatcheva i Valentin Steffanof
- Oleg Kulik (Rosja)[10]
- Oleg Yushko
- Richard T. Walker
- Ursule Neugebauer
- Victor Alimpiev
- Volker Schreiner[9]

## Program towarzyszący
- Nowa EURASAIA performance festiwal
- AEM videoscreanings
- MONA colection
- CityGallery
- Nienormalni.pl
- INBETWEEN
- Wideo z Izraela
- AEM conference
- otwarty dzień poznańskich galerii: EGO, Enter, Muzalewska, Piekary, Signum, ON[11]
- CO-MIX wystawa sztuki komiksowej